# Chamsara
Die Chamsara (russisch Хамсара́, Хамсыра; tuwinisch Чойган-хем (Tschoigan-Chem)) ist ein rechter Nebenfluss des Großen Jenissei in der russischen Republik Tuwa in Zentralasien.
Die Chamsara entspringt im Ostsajan im Nordosten der Republik Tuwa an der Grenze nach Burjatien.
Sie fließt in überwiegend westlicher Richtung durch das Todscha-Becken und mündet schließlich in den Großen Jenissei. 
Dabei fließen ihr die rechten Nebenflüsse Dotot, Kischi-Chem und Tschawasch zu.
Die Chamsara hat eine Länge von 325 km. Sie entwässert ein Areal von 19.400 km². 
Der mittlere Abfluss 178 km oberhalb der Mündung beträgt 90 m³/s.